# Prinz-Edward-Gletscher
Der Prinz-Edward-Gletscher ist ein 11 km langer Gletscher in der antarktischen Ross Dependency. In der Queen Elizabeth Range entwässert er die Nordseite des Cotton-Plateaus und fließt in nördlicher Richtung entlang der Westflanke des Hochstein Ridge zum Nimrod-Gletscher. 
Das New Zealand Antarctic Place-Names Committee benannte ihn 1966 nach Prinz Edward (* 1964), dem jüngsten Sohn der damaligen britischen Monarchin Elisabeth II.